# Distretto di Gostyń
Il distretto di Gostyń (in polacco powiat gostyński) è un distretto polacco appartenente al voivodato della Grande Polonia.

## Geografia antropica

### Suddivisioni amministrative
Il distretto comprende 7 comuni.
- Comuni urbano-rurali: Borek Wielkopolski, Gostyń, Krobia, Pogorzela, Poniec
- Comuni rurali: Pępowo, Piaski